# Xã Union, Quận Baxter, Arkansas
Xã Union (tiếng Anh: Union Township) là một xã thuộc quận Baxter, tiểu bang Arkansas, Hoa Kỳ. Năm 2010, dân số của xã này là 1.856 người.